# Český albín

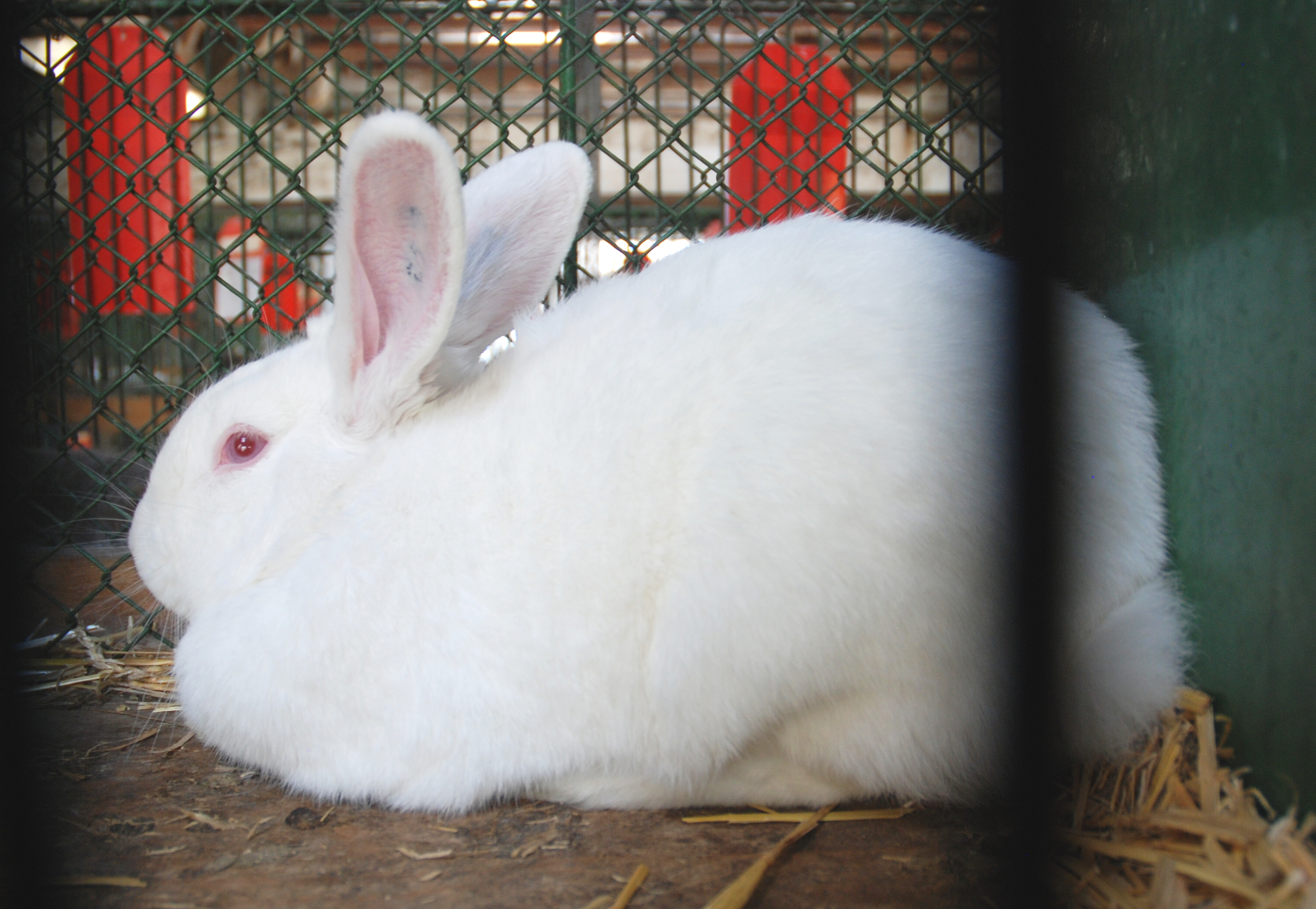
Český Albín

Český albín je české národní plemeno králíka, které vyšlechtil prof. Žofka v roce 1928. Patří mezi středně velká plemena, váží 4–5 kg. Barva srsti je bílá. Oko je červené (albinotické). V Česku se chová 150 až 200 chovných zvířat.